# Чернігівський шолом

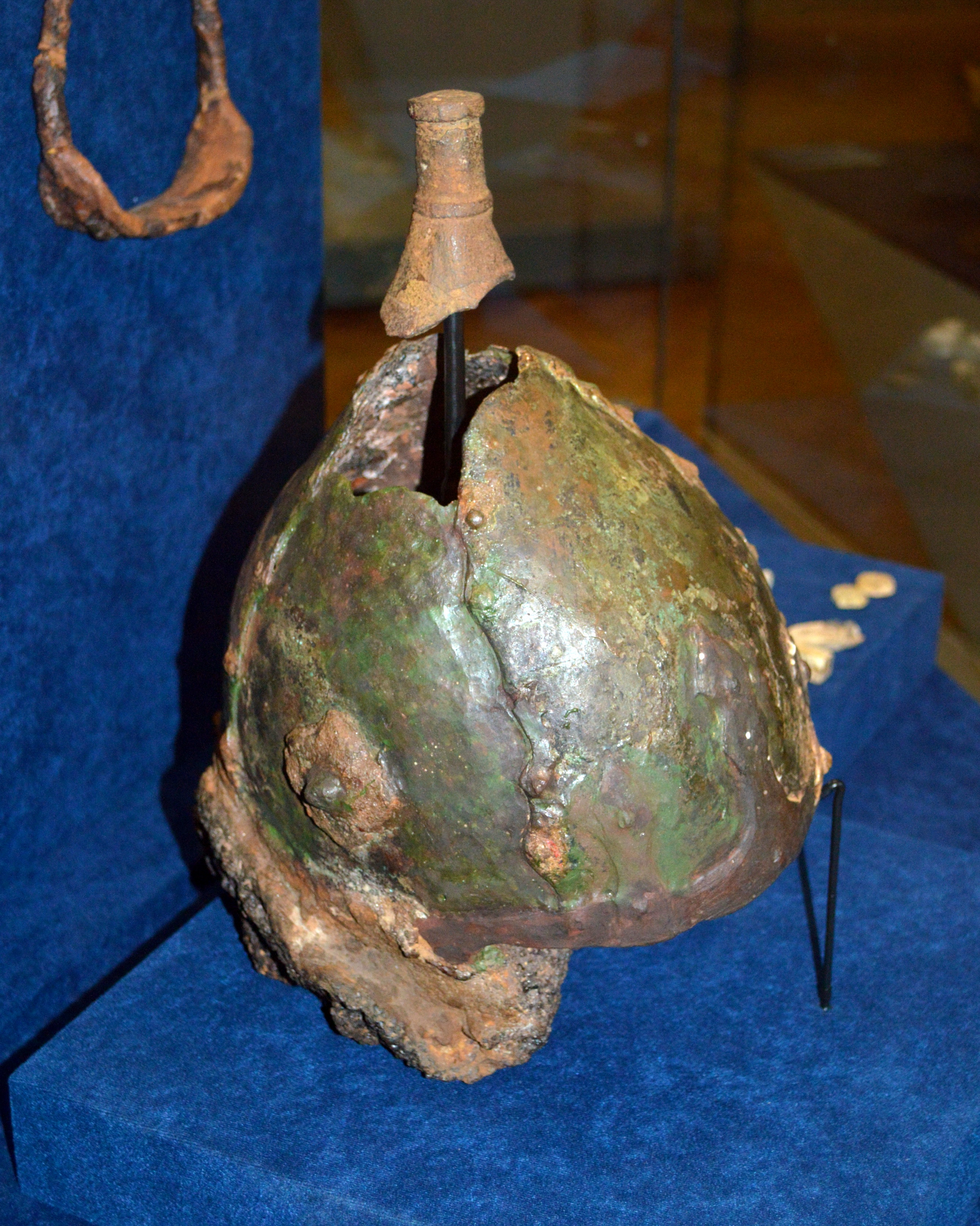
Чернігівський шолом

Чернігівський шолом (початково Чорна могила) — різновид шоломів що використовувались в X—XIII ст. в країнах Східної Європи. Мали сферичноконусну форму будучи склепаними з чотирьох металевих сегментів. Свого часу витіснили конічні шоломи норманського типу. Початкову назву отримав за однойменним курганом де був виявлений вперше.

## Конструкція
1. складаються з чотирьох сегментів, з'єднаних заклепками;
2. мають трубчасті навершя і ободи, в яких є кріплення для кольчужної бармиці;
3. сегменти корпусу обтягнуті по всій площині мідним листом, інколи покриті позолотою, та/або мають мідні прокладки між сегментами;
4. на передньому сегменті частина шоломів має мідну чи залізну прикрасу у формі тризуба, а бічні сегменти — ромбічні накладки, закріплені на куполі заклепками.

На всіх шоломах цього типу передній і задній сегменти накладені поверх бічних. Цілі шоломи типу «Чорна Могила» мають яйцеподібну та сфероконічну форми купола. Краї сегментів цих шоломів найчастіше зубчасті, хоча є винятки, частина з них має невеликі наносники. Визначальним є перший параметр, інші хоча і характерні, але не обов'язкові.

## Галерея

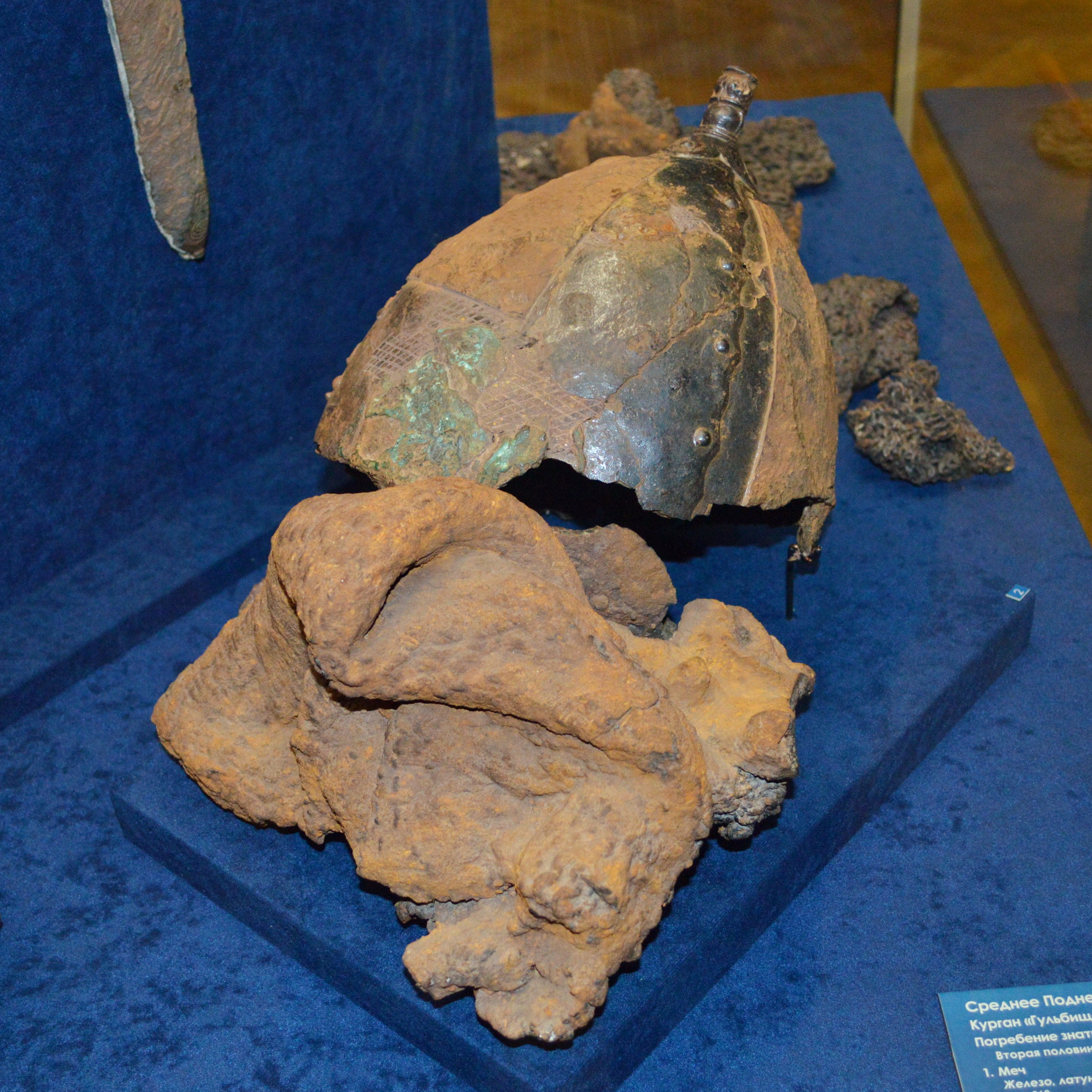
Чернігівський шолом з кургану Гульбище, X століття
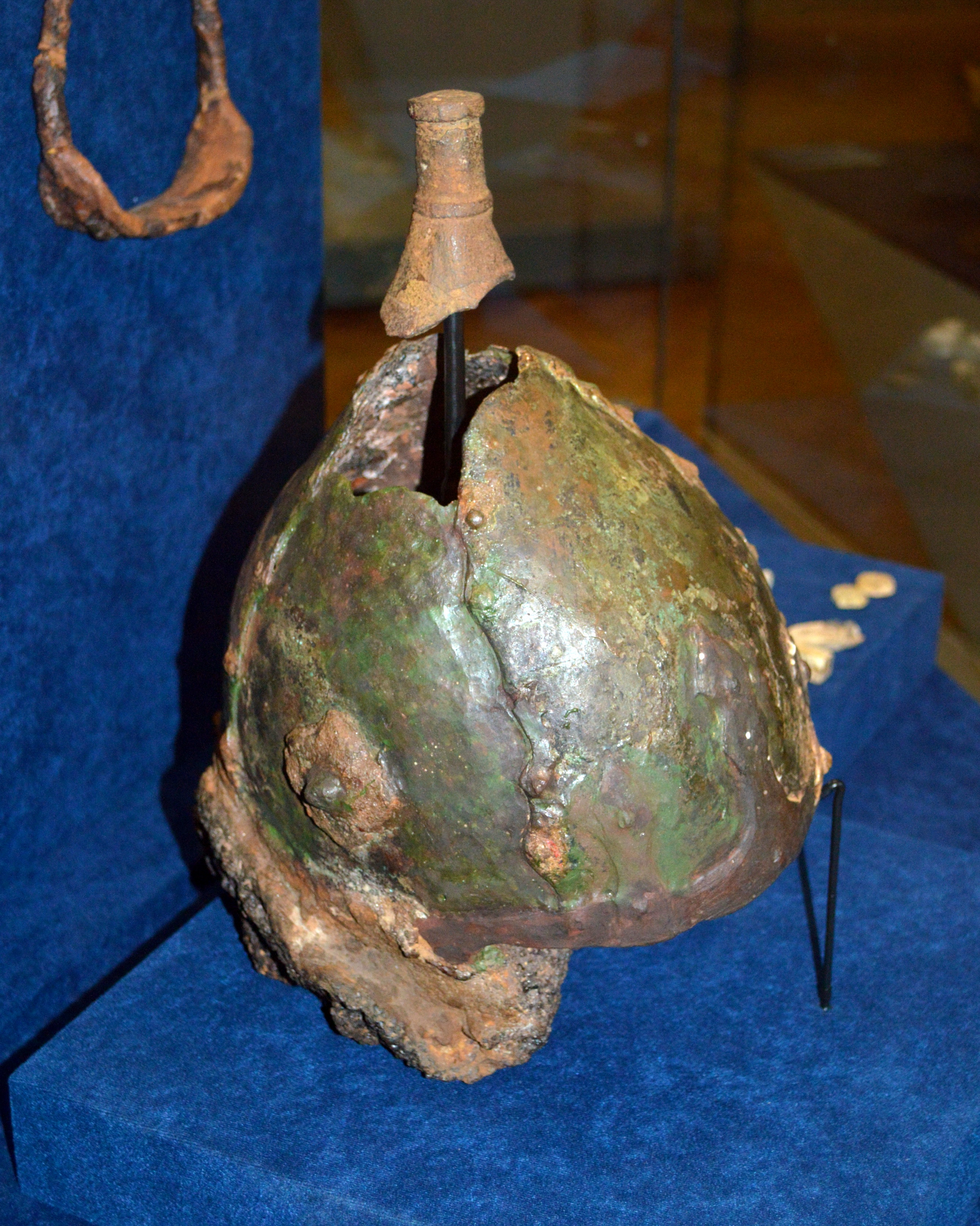
Шолом з кургану Чорна могила, X століття
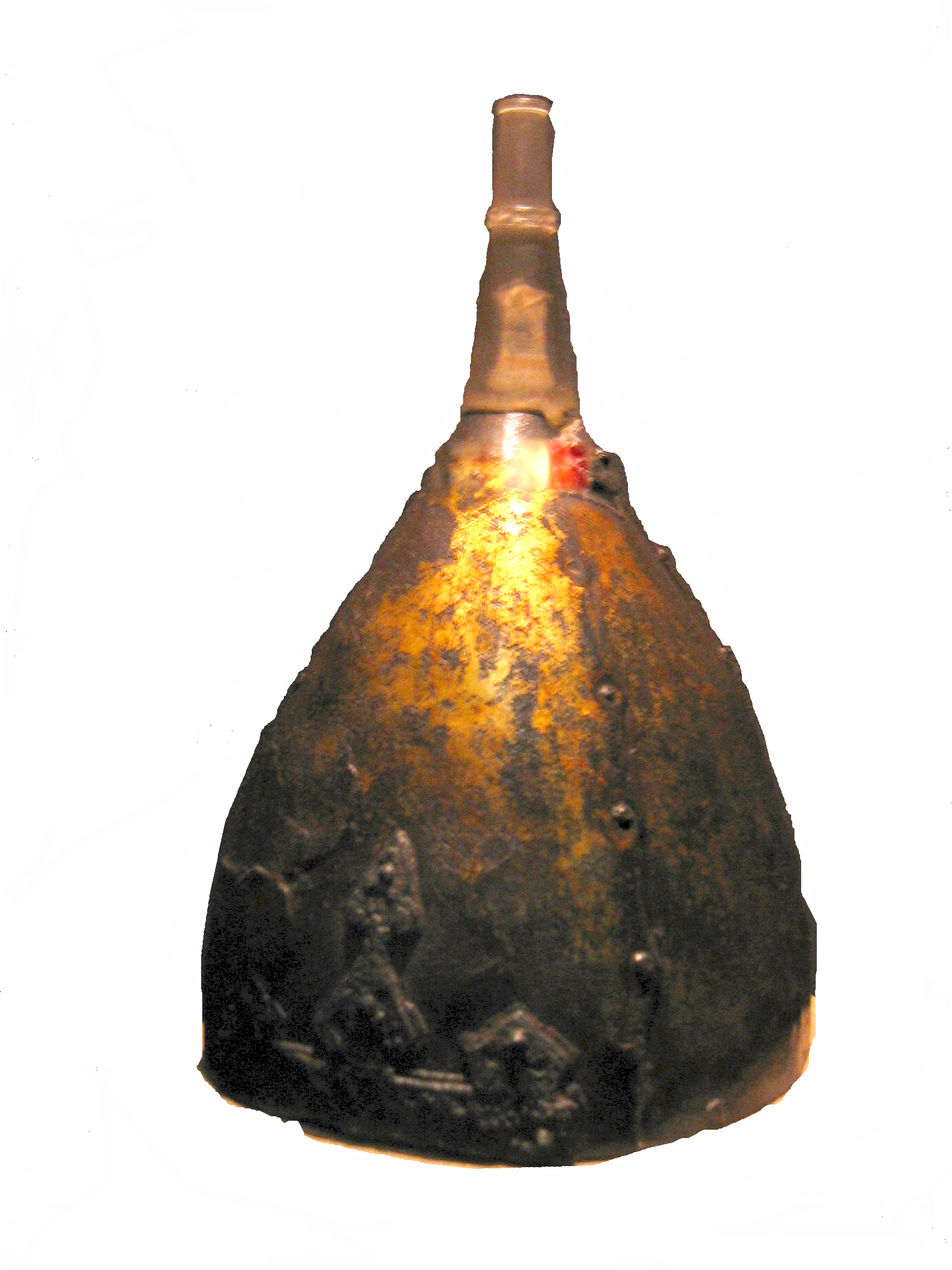
Шолом з Ольшувки, Польща, друга половина X — початок XII століття